# 洋野種市インターチェンジ
洋野種市インターチェンジ（ひろのたねいちインターチェンジ）は、岩手県九戸郡洋野町にある三陸沿岸道路（洋野階上道路）のインターチェンジである。
八戸方面出入口のみのハーフインターチェンジであるが、久慈方面出入口を追加整備する事業が行われており、今後フルインターチェンジとなる予定。

## 歴史
- 2020年（令和2年）
  - 10月27日 : IC名称が「洋野IC（仮称）」から「洋野種市IC」に正式決定[3]。
  - 12月12日 : 階上IC - 洋野種市IC間開通に伴い、供用開始[3]。
- 2021年（令和3年）3月20日 : 洋野種市IC - 侍浜IC間開通[4]。

## 道路

### 本線
- E45 三陸沿岸道路（洋野階上道路、71番）

### 接続する道路
- 直接接続
  - 岩手県道20号軽米種市線
- 間接接続
  - 国道45号（県道20号経由）

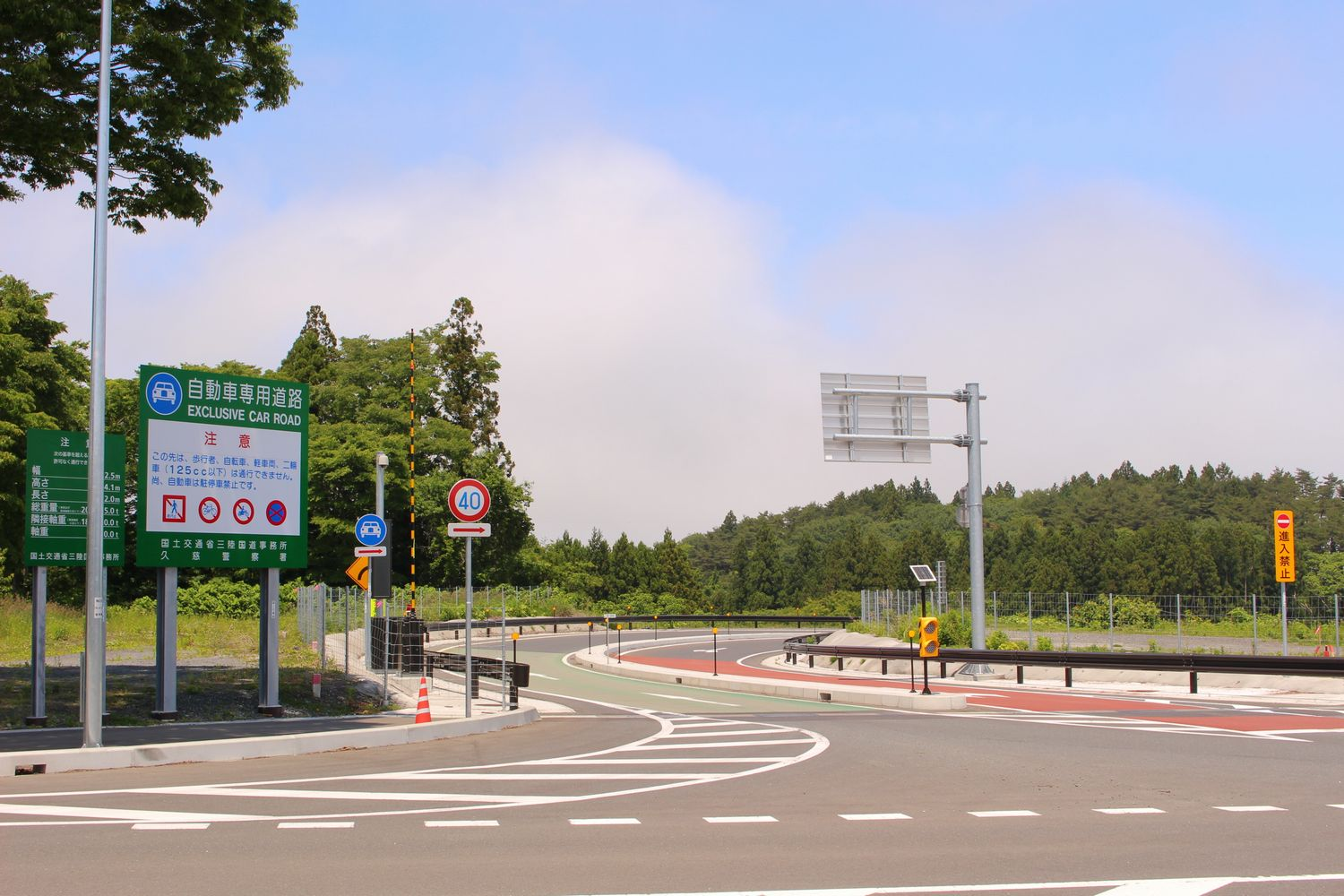
八戸方面出入口(2022年6月)

  - 岩手県道150号種市停車場線（県道20号経由）

## 隣
E45 三陸沿岸道路（洋野階上道路）
(70) 洋野宿戸IC - (71) 洋野種市IC - (72) 階上IC